# Ravensara floribunda
Ravensara floribunda är en lagerväxtart som beskrevs av Henri Ernest Baillon. Ravensara floribunda ingår i släktet Ravensara och familjen lagerväxter. Inga underarter finns listade i Catalogue of Life.